# Ficțiune speculativă
Ficțiunea speculativă, traducerea termenului (adesea folosit) în engleză Speculative fiction), este un termen care acoperă mai multe genuri ale literaturii/ficțiunii fantastice și anume science fiction, fantasy, literatură de groază (horror) și stranie (weird), ficțiune supranaturală, ficțiune dedicată super-eroilor, ficțiune utopică și distopică, ficțiune apocaliptică și post-apocaliptică, genul de istorie alternativă, respectiv prezența tuturor acestor genuri și sub-genuri în film, arte plastice și în alte domenii artistice. 

## Caracteristici distincte ale ficțiunii speculative comparate cu genul science fiction
"Ficțiunea speculativă" este uneori abreviată (în referirile din limba engleză) ca "spec-fic" sau "specfic",  chiar și "S-F", "SF", ori "sf", deși aceste ultime trei acronime sunt clar ambigue, întrucât au fost folosite pentru o lungă perioadă de timp pentru a desemna science fiction, care se găsește sub aceelași "termen-umbrelă" general. .

## A se vedea și
- Science fiction,
- Fantasy,
- Literatură de groază (horror) și stranie (weird),
- Ficțiune supranaturală,
- Ficțiune dedicată super-eroilor,
- Ficțiune utopică și distopică,
- Ficțiune apocaliptică și postapocaliptică
- Istorie contra-faptică

Istorie
- Istoria genului science-fiction

Genuri
- Istoria viitorului

Teme
- Sexul în ficțiunea speculativă
- Femei în ficțiunea speculativă

Altele
- Listă de genuri de ficțiune speculativă